# Gianfelice Ferlito
Gianfelice Ferlito (Milano, 15 novembre 1933 – Varese, 9 settembre 2024) è stato uno scacchista e dirigente d'azienda italiano.
Laureato in Economia e Commercio alla Bocconi di Milano nel 1961, per quindici anni è stato dirigente del Gruppo internazionale di lavoro della Pirelli in Inghilterra.

## Scacchi
Si è avvicinato agli scacchi nel 1982, durante il periodo londinese, diventando nel tempo esperto di storia degli scacchi e collezionista.
Dal 1989 è socio della Chess Collector International, l'associazione internazionale che raggruppa collezionisti e storici degli scacchi. 
Dal 1991 è uno dei quattro europei consiglieri dell'associazione.
Ha collaborato, con articoli di storia scacchistica, su varie riviste tra le quali Scacco, Scacchitalia e Scacchi e Scienze Applicate su cui ha tenuto una rubrica riguardante le mostre di scacchi nel mondo.
È tra i fondatori del Konigstein Initiative Group.
Nel 1995 ha riunito, in un supplemento di Informazione scacchi, gli articoli sugli scacchi islamici di un convegno tenuto ad Amsterdam nel 1993.
Nel 2000, insieme a Rodolfo Pozzi, ha organizzato a Firenze il 9º congresso della Chess Collector International.

### Articoli tra i più importanti
- Marcel Duchamp e la passione per gli scacchi, in Scacco, 1991, pp. 338–347
- What do we actually mean, when we use the term Chess in speaking or writing?, in Working-Paper, Suggestions and Comments, Kelkheim/Ts., Herausgeber, 1999, pp. 25–26
- Old Islamic Chessmen. "Historical, religious and artistic considerations about their shape and design", in Homo ludens, Munchen-Salzsburg, 1994, pp. 81–89
- Cronache varesine di scacchi, in Calendari do ra Famiglia Bosina par or 1994, Varese, 1993, pp. 48–53
- L'opera scacchistica di Adriano Chicco, Milano, ed. privata, 1992
- Riflessioni sulle origini e la storia degli scacchi, in Scacchitalia, 11, 2010, pp. 44–59